# Liste de locutions latines commençant par S

## S
Aller à l'index de locutions latines
Saepe morborum gravium exitus incerti sunt« Souvent, l'issue des maladies graves est incertaine. »
Saltus in demonstrando« Ecart dans le raisonnement. » Omission ou résumé excessif dans un raisonnement, une démonstration, qui peut masquer des insuffisances ou des erreurs. L'exemple le plus célèbre en est celui de la démonstration par Andrew Wiles du Grand Théorème de Fermat (1994), où la correction d'un raccourci erroné dans une démonstration annexe demanda un an de travail acharné. Lire l'article wikipedia consacré au mot saltus
Salus aegroti suprema lex« La santé du malade est la loi suprême. » Glose sur le serment d’Hippocrate.
Salus populi suprema lex esto« Le bien du peuple est la loi suprême. » Cicéron, Des Lois, 3, 3, 8.
Salvator Mundi« Sauveur du Monde. » Une des titulatures chrétiennes de Jésus.
Sancta Sedes« Saint Siège. »
Sancta simplicitas« Sainte innocence. » Employé ironiquement pour railler la crédulité ou la sottise de quelqu'un.
Sanctus sanctorum« Saint des saints. » Nom donné, souvent ironiquement, à tout lieu retiré, à tout sanctuaire réservé au seuls initiés.
Sapere aude !« Ose savoir ! » Horace, Épîtres, 1, 2, 40.
Sapientia est potentia« Sagesse est pouvoir. » Dans le même registre, voir : Nam et ipsa scienta potestas est.
Satius esse impunitum relinqui facinus nocentis quam innocentem damnare« Mieux vaut laisser un crime impuni que de condamner un innocent. » La formule serait de Trajan.
Satius est supervacua scire quam nihil« Encore vaut-il mieux savoir des choses inutiles que rien du tout. » Sénèque, Lettres à Lucilius, Livre XI, lettre 88, § 45.
Scienta potestas est« Savoir c'est pouvoir. » Voir Nam et ipsa scienta potestas est.
Scio me nihil scire« Je sais que je ne sais rien. » Devise passée du grec au latin, attribuée à Socrate.
Sed satis est jam posse mori« Mais il suffit d'être mortel. » Lucain, La Pharsale (La Guerre civile), 2, 109. Formule de Lucain citée par Victor Hugo en tête de son poème « Quand le livre où s’endort chaque soir ma pensée » (in « Les feuilles d'automne », XVI.) Voir ici la formule de Lucain dans son contexte.
Sedes apostolica« Siège apostolique. » Synonyme de Sancta Sedes.
Semel in anno licet insanire« Une fois par an il est permis d'agir follement. » Formule que l'on trouve chez Horace, Sénèque, saint Augustin et devenue proverbiale au Moyen Âge.
Semper fidelis« Toujours fidèle. » Devise de nombreux corps d'armée, dont le Corps des Marines des États-Unis, souvent abrégée "Semper Fi".
Semper paratus« Toujours prêt. » Devise de nombreux corps d'armée.
Senatus Populusque Romanus (S.P.Q.R.)« Le Sénat et le Peuple de Rome. » Formule représentative de la République romaine et figurant (le plus souvent sous le sigle S.P.Q.R.) sur les arcs de triomphe, les enseignes des légions et divers édifices publics de la République romaine puis de l'Empire romain.
Sensu stricto« Au sens strict ». Synonyme de « Stricto sensu ».
Sequela Christi« Suite du Christ » Expression qui au cours de l'histoire chrétienne vint à signifier l'engagement à faire siens les conseils évangéliques proposés par le Christ, c'est-à-dire à entrer dans la vie religieuse.
Sero sed serio« Tardivement, mais avec ferveur » Devise figurant sur plusieurs blasons, notamment dans la monarchie anglaise. Fait référence à une victoire des Celtes contre Henri VIII.
Si augur augurem…« Si un augure (voit) un autre augure (il ne peut s'empêcher de rire). » Formule de Caton l'Ancien reprise par Cicéron, De la divination, 2, 24. Voir ici le texte de Cicéron.
Si napo leo viveret, hominem non esset« Si le lion vivait de navets il ne mangerait pas l'homme. » Pseudo-locution latine forgée par un professeur de latin facétieux pour piéger les cancres qui lisent : "Si Napoléon vivait, il ne serait pas un homme" !
Si tacuisses, philosophus mansisses« Si tu t'étais tu, tu serais resté un philosophe. » Formule attribuée à Boèce.
Si vales valeo (SVV)« Si tu vas bien alors je vais bien. » Formule d'introduction habituelle des lettres dans l'ancienne Rome. Une formule plus étendue est Si vales bene est ego valeo (SVBEEV) « Si tu vas bien, c'est bien ; je me porte bien. »
Si vis pacem, para bellum« Si tu veux la paix, prépare la guerre ». Adage attribué à l'auteur latin du IVe – Ve siècles Publius Flavius Vegetius Renatus dit Végèce dans son ouvrage De Re Militari 3. Aphorisme équivalent (mais moins lapidaire, donc moins usité) : Qui desiderat pacem, praeparet bellum.
Si vis pacem, para iustitiam« Si tu veux la paix, prépare la justice. » Adage forgé pour faire pièce au précédent.
Sic« C'est ainsi. » Dans l'édition, après la citation d'un mot ou d'une expression fautifs ou improbables, notifie qu'il ne s'agit pas d'une erreur ou d'une coquille mais de la transcription fidèle de la source.
Sic in se sua per vestigia volvitur annus« Ainsi l'année se déroule sur elle-même en repassant sur ses traces. » Ce vers de Virgile, dans les Géorgiques (livre II, vers 403), souligne l'aspect répétitif des travaux agricoles.
Sic itur ad astra« C'est ainsi que l'on s'élève vers les étoiles. » Voir aussi : Ad astra ; Macte animo ! generose puer, sic itur ad astra ; Per aspera ad astra.
Sic transit gloria mundi« Ainsi passe la gloire du monde. » L'expression serait mieux rendue par la traduction non littérale "Ainsi passe la gloire en ce monde." Formule usitée lors de la consécration d'un nouveau pape pour lui rappeler le fragilité de la puissance humaine. Usage à rapprocher du Cave ne cadas susurré par l'esclave à l'oreille de l'imperator lors du triomphe.
Sic vita est« C'est la vie ! »
Similia similibus curantur« Les semblables se guérissent par les semblables. » Principe de l'homéopathie.
Simplex sigillum veri« La simplicité est le sceau de la vérité. »
Simul et singulis« Être ensemble et rester soi-même. » Devise de la Comédie Française.
Sine anno« Sans année. » Utilisé en bibliographie pour indiquer que la date de publication d'un ouvrage est inconnue.
Sine die« Sans date précise. » En langage diplomatique, une négociation remise "sine die" est une négociation qui a échoué.
Sine ira et studio« Sans colère et sans partialité. » Formule judiciaire : "Impartialement". La formule française usuelle est, en matière criminelle : "sans haine et sans crainte".
Sine labore non erit panis in ore« Sans travail il n'y aura pas de pain dans ta bouche. » Pour conserver l'assonance : « Sans boulot, pas de fricot. »
Sine loco« Sans lieu. » Utilisé en bibliographie pour indiquer que le lieu de publication d'un ouvrage est inconnu.
Sine nomine« Sans nom. » Utilisé en bibliographie pour indiquer que l'éditeur d'un ouvrage est inconnu.
Sine nomine vulgus« La foule anonyme. » Expression latine pour désigner ce que nous appelons "le commun des mortels."
Sine poena nulla lex« Sans punition, il n'est pas de loi. » Adage indiquant qu'une loi est sans effet s'il n'est pas de moyen de réprimer ceux qui l'enfreignent.
Sine prole« Sans descendance. » Formule utilisée dans les ouvrages de généalogie.
Sine qua non« Sans quoi non. » Condition rigoureusement nécessaire pour qu'une chose existe, pour qu'un concept prenne corps, pour qu'un accord soit établi, etc.
Sinite parvulos venire ad me« Laissez venir à moi les petits enfants. » Bible, Évangile de Matthieu, 19, 14 ; Évangile de Marc, 10, 14 ; Évangile de Luc, 18, 16. Paroles de Jésus selon les Évangélistes.
Sint ut sunt aut non sint« Qu’ils soient ce qu’ils sont, ou qu’ils ne soient pas. » C'est-à-dire "rien n’est à changer ; le seul changement imaginable est la disparition". Phrase du pape Clément XIII à propos des jésuites.
Sit tibi terra levis« Que la terre te soit légère. » Inscription funéraire.
Sol lucet omnibus« Le soleil luit pour tous. » Pétrone, Satyricon 100, 3. Voir ici le sens de la formule dans son contexte. Signification: les chances sont égales pour tous.
Sola cogitatio furti faciendi non facit furem« La seule intention de commettre un vol ne fait pas le voleur. » Adage juridique.
Sola scriptura« par l'Écriture seule » Dans le protestantisme, principe signifiant que seule l'Écriture sainte est référence suprême d'interprétation pour ce qui concerne la foi chrétienne.
Solem lucerna non ostenderent« On ne représente pas le soleil par une lanterne. » Pour pointer une évidence.
Soli soli soli« Au seul soleil du sol. » Jeu sur les mots, à comprendre comme : "La terre doit tout du seul Soleil".
Spes contra spem« Espoir [espérer] contre toute espérance ». Dérive d'un passage de saint Paul, Épître aux Romains, 4:18, sur la foi d'Abraham : « qui contra spem in spem credidit » (« espérant contre toute espérance, il a cru ».

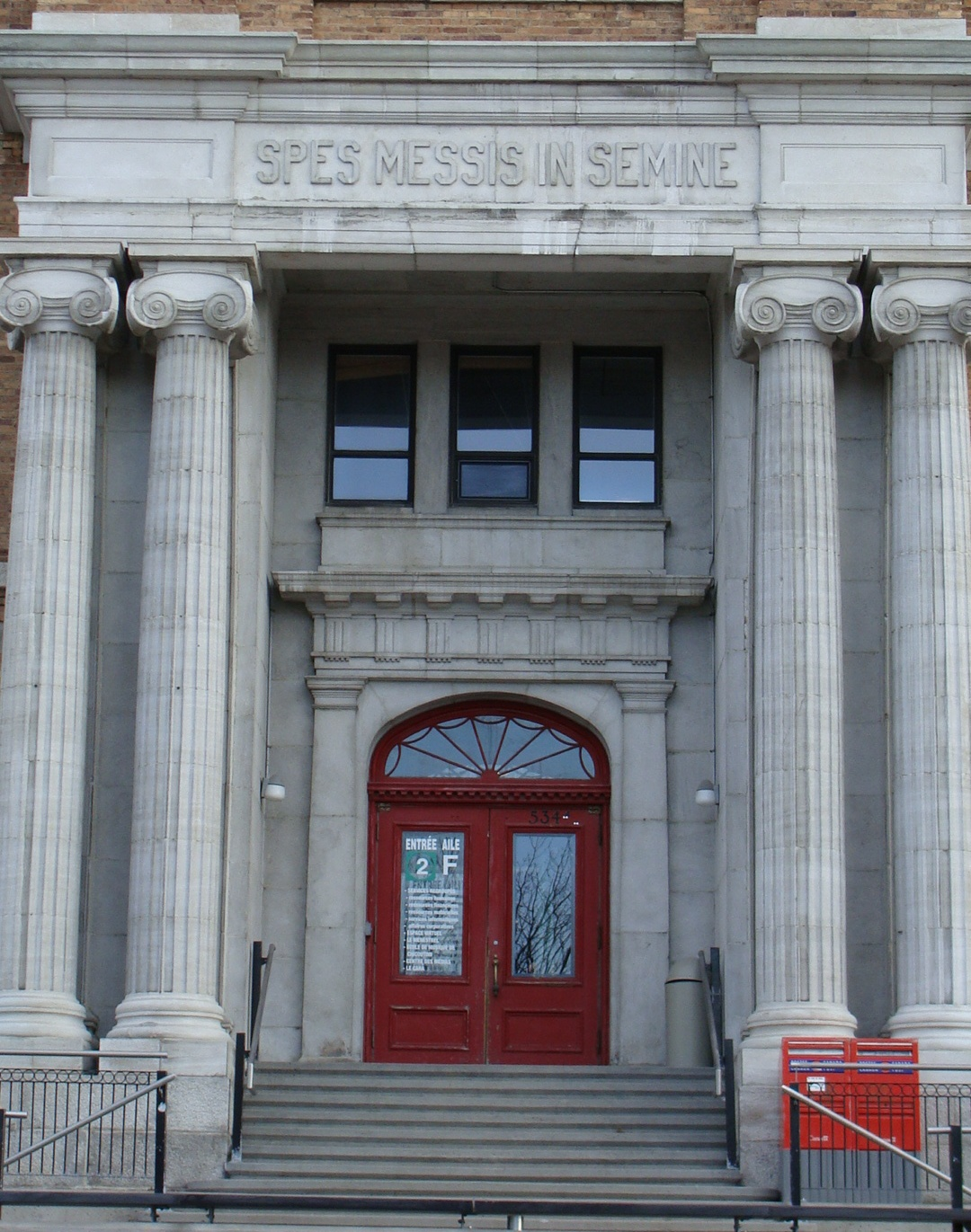
Spes messis in semine au-dessus d'une entrée du Cégep de Chicoutimi.

Spes messis in semine« L'espoir de la moisson est dans la semence. » dérive de l'Évangile selon Marc (chapitre 4, versets 26 à 29). Latin moderne : devise de nombreux séminaires dont le séminaire de Lille et inscrite au fronton du Grand Séminaire de Montréal ainsi qu'au-dessus d'une porte d'entrée du Cégep de Chicoutimi.
Spes salutis« Espérance du salut. » Devise héraldique : Galea spes salutis : "Heaume, espérance de salut."
Spiritus promptus est, caro autem infirma« L'esprit est prompt mais la chair est faible. » Bible, Évangile de Matthieu, 26, 41. Paroles de Jésus au mont des Oliviers selon Matthieu.
Spoliatis arma supersunt« À qui est dépouillé, il reste les armes. » Devise héraldique.
sqq.Abréviation de sequunturque : « et suivantes ». Dans les références universitaires, "cf p. X sqq." veut dire "voir page X et suivantes".
Stat crux dum volvitur orbis« La croix demeure tandis que la terre tourne. » Devise de l'ordre des Chartreux.
Statim« Aussitôt. » Abrégé en "Stat." dans le domaine médical pour dire "Urgence immédiate".
Statu quo« En l'état. » Dans les domaines militaire, diplomatique, indique que la situation demeure ou doit demeurer "en l'état."
Statu quo ante bellum« Dans l'état qui prévalait avant la guerre. »
Stricto sensu« Au sens strict. ». Synonyme de "Sensu stricto".
Stultorum numerus est infinitus« Le nombre des sots est infini. » Cette formule est une glose moderne de la formule biblique Stultorum infinitus est numerus, Bible, Ecclésiaste, 1, 15 version de la Vulgate alors que la Septante dit : « Ce qui manque ne peut être compté. »
Stude, non ut plus aliquid scias, sed ut melius« Étudiez, non pour en savoir davantage, mais pour mieux savoir. » Sénèque, Lettres à Lucilius 14, 89, 23.
Sub judice« En cours de jugement ; devant la justice. » Invoqué, entre autres, pour refuser de commenter une affaire « en cours de jugement ».
Sub rosa« Sous la rose. » Au Moyen Âge, cette expression signifiait "en secret", "en privé" ou "confidentiel" : lors des conseils secrets, une rose était suspendue du plafond pour dire que rien de ce qui serait dit dans la salle du conseil ne devrait en sortir. Cette pratique est issue de la mythologie grecque, selon laquelle Aphrodite offrit une rose à son fils Éros, lequel l'offrit à son tour à Harpocrate, dieu du silence, afin d'assurer que les indiscrétions de sa mère – et celles des autres dieux, en général – demeureraient cachées.
Sub specie æternitatis« Sous l'aspect de l'éternité. » Expression propre à la métaphysique et employée par Baruch Spinoza.
Sub voce« Sous la voix » c-à-d « sous le mot ». Terme utilisé dans les bibliographies pour renvoyer au mot (par exemple dans un lexique ou un index) ou au titre (par exemple dans un index ou une table des matières) dont il est question. Abrégé s.v.
Sublata causa, tollitur effectus« La cause supprimée, l'effet disparaît. » Principe invoqué en matière logique, législative, comptable et financière.
Sufficit cuique diei malitia sua« À chaque jour suffit sa peine. » Bible, Évangile de Matthieu, 6, 34.
Sui generis« De sa propre espèce. » Désigne, d'une manière générale une chose ayant des caractéristiques propres, irréductibles aux causes lui ayant donné naissance ni aux éléments la composant. Exemples : dans la sociologie de Durkheim, la Société, irréductible à ses composantes, est un concept sui generis ; en droit international, l'Union européenne est une entité sui generis.
Sum quod eris« Je suis ce que tu seras. » Épitaphe rappelant au lecteur l'inéluctabilité de la mort. Voir Memento mori.
Summa cum laude« Avec la plus haute louange. » La plus haute distinction honorifique décernée dans le cursus universitaire. Supérieure à Cum laude et à Magna cum laude.
Summum bonum« Souverain bien. » Locution du langage philosophique, particulièrement du langage philosophique médiéval et de celui d'Emmanuel Kant et désignant la finalité de toute existence humaine.
Summum jus, summa injuria« L'application excessive du droit conduit à l'injustice. » Adage rapporté par Cicéron, Des Devoirs, 1, 10, 33. Voir ici le texte de Cicéron.
Surge et ambula« Lève-toi et marche. » Bible, Évangile de Matthieu, 9, 6. Paroles de Jésus au paralytique miraculé. Expression reprise en français, parfois de façon ironique, dans des formules journalistiques, des titres de films ou d'œuvres littéraires (dont le roman d'Hervé Bazin, 1952).
Sursum corda« Élevons notre cœur ! » Expression d'introduction de la messe latine dans divers rites chrétiens. On traduisait autrefois par "Haut les cœurs !".
Sutor, ne supra crepidam« Cordonnier, pas plus haut que la chaussure. » Apelle (peintre grec) ayant demandé avis à un cordonnier sur une chaussure qu'il venait de peindre, le cordonnier voulut ensuite offrir ses conseils pour le reste de la peinture ; Apelle lui rappela par ces mots qu'il outrepassait ses compétences.
Aller à l'index de locutions latines

### Sed satis est jam posse mori
Lucain, La Pharsale 2, 98-119. [Traduction Marmontel, complétée par M. H. Durand, précédée d'une étude sur la Pharsale par M. Charpentier ; Paris, Garnier, 1935]
| Pro fata, quis ille, quis fuit ille dies, Marius quo moenia uictor corripuit, quantoque gradu mors saeua cucurrit ! nobilitas cum plebe perit, lateque uagatus ensis, et a nullo reuocatum pectore ferrum. Stat cruor in templis multaque rubentia caede lubrica saxa madent. Nulli sua profuit aetas : Non senis extremum piguit uergentibus annis praecepisse diem, nec primo in limine uitae infantis miseri nascentia rumpere fata. Crimine quo parui aedem potuere mereri ? Sed satis est iam posse mori. Trahit ipse furoris. | O destin ! quel jour ! quel horrible jour que celui où Marius entra victorieux dans Rome ! avec quelle rapidité la mort étendit ses ravages ! La noblesse tombe confondue avec le peuple ; le glaive destructeur vole au hasard et frappe toute poitrine. Le sang séjourne dans les temples, les pavés en sont inondés et glissants. Nulle pitié, nul égard pour l'âge ; on n'a pas honte de hâter la mort des vieillards au déclin de l'àge ni de trancher la vie des enfants qui viennent d'ouvrir les yeux à la lumière. Hélas ! si jeunes encore, par quel crime ont-ils mérité de mourir ? Ils sont mortels, c'est assez. Impitoyable fureur ! |
Retour à la liste des locutions latines.

### Si augur augurem
Cicéron, De la divination, 2, 24. [Traduction : Charles Appuhn, Cicéron. De la divination ; Du destin ; Académiques. ; Paris, Garnier, 1936.]
| Vetus autem illud Catonis admodum scitum est, qui mirari se aiebat, quod non rideret haruspex, haruspicem cum uidisset. Quota enim quaeque res euenit praedicta ab istis ? Aut, si euenit quippiam, quid adferri potest cur non casu id euenerit ? | Il y a de Caton un mot qui reste plein de sens : il s'étonnait, disait-il, qu'un haruspice pût regarder sans rire un autre haruspice. Et en effet combien de fois leurs prédictions se sont-elles trouvées d'accord avec l'événement ? Et quand c'est arrivé, comment prouver qu'il n'y a pas eu coïncidence ? |
Retour à la liste des locutions latines.

### Sol lucet omnibus
Pétrone, Satyricon, 100, 3. [Traduction : Louis de Langle. L'œuvre de Pétrone : le Satyricon / Traduction nouvelle et complète, avec introduction et notes… ; Paris, Bibliothèque des curieux, 1923.]
Le narrateur, amant de Giton, admet dans son entourage Eumolpe, lui-même amoureux de l'enfant.
| "Molestum est quod puer hospiti placet. Quid autem ? Non commune est, quod natura optimum fecit ? Sol omnibus lucet. Luna innumerabilibus comitata sideribus etiam feras ducit ad pabulum. Quid aquis dici formosius potest ? In publico tamen manant. Solus ergo amor furtum potius quam praemium erit ?…" | « Il t'est pénible, me disais-je, que cet enfant plaise à un autre. Mais dans ce que la nature a créé de meilleur, qu'y a-t-il qui ne soit commun à tous ? Le soleil luit pour tous. La lune, avec son cortège innombrable d'étoiles, guide la bête sauvage elle-même cherchant pâture. Que peut-on trouver de plus beau que les eaux ? Cependant elles coulent pour tout le monde. Et l'amour seul serait une propriété dont on ne pourrait s'emparer sans vol au lieu d'un don gratuit de la nature !… » |
Retour à la liste des locutions latines.

### Summum jus, summa injuria
Cicéron, Des Devoirs (De officiis), livre I, X, 33. [Traduction : Charles Appuhn. Cicéron : De la vieillesse, De l'amitié, Des devoirs. Paris, Garnier, 1933.]
| Existunt etiam saepe iniuriae calumnia quadam et nimis callida sed malitiosa iuris interpretatione. Ex quo illud "summum ius summa iniuria" factum est iam tritum sermone prouerbium. Quo in genere etiam in re publica multa peccantur, ut ille, qui, cum triginta dierum essent cum hoste indutiae factae, noctu populabatur agros, quod dierum essent pactae, non noctium indutiae. | Il y a fréquemment des injustices consistant à chercher chicane aux gens et à interpréter subtilement le droit. De là, cette maxime devenue proverbe : "summum ius, summa injuria". Beaucoup d'actes immoraux de cette sorte se commettent au nom de l'intérêt public : on cite un chef d'armée qui, après être convenu avec l'ennemi d'une trêve de trente jours, ravageait de nuit son territoire parce que, disait-il, le pacte conclu s'appliquait aux jours, non aux nuits. |
Retour à la liste des locutions latines.

### Sutor, ne supra crepidam
Pline l'Ancien, Histoire naturelle (Naturalis historia), XXXV,84-58. [Traduction : Littré. Pline l'ancien, Histoire naturelle,. Paris, Littré, T2,1850]
| Apelli fuit alioqui perpetua consuetudo numquam tam occupatum diem agendi, ut non lineam ducendo exerceret artem, quod ab eo in proverbium venit. idem perfecta opera proponebat in pergula• transeuntibus atque, ipse post tabulam latens, vitia quae notarentur auscultabat, vulgum diligentiorem iudicem quam se praeferens; 85 feruntque reprehensum a sutore, quod in crepidis una pauciores intus fecisset ansas, eodem postero die superbo emendatione pristinae admonitionis cavillante circa crus, indignatum prospexisse denuntiantem, ne supra crepidam sutor iudicaret, quod et ipsum in proverbium abiit. fuit enim et comitas illi, propter quam gratior Alexandro Magno frequenter in officinam ventitanti — nam, ut diximus, ab alio se ingi vetuerat edicto —, sed in officina imperite multa disserenti silentium comiter suadebat, rideri eum dicens a pueris, qui colores tererent. | Apelle avait une habitude à laquelle il ne manquait jamais : c’était, quelque occupé qu’il fût, de ne pas laisser passer un seul jour sans s’exercer en traçant quelque trait ; cette habitude a donné lieu à un proverbe. Quand il avait fini un tableau, il l’exposait sur un tréteau à la vue des passants, et, se tenant caché derrière, il écoutait les critiques qu’on en faisait, préférant le jugement du public, comme plus exact que le sien. 85 On rapporte qu’il fut repris par un cordonnier, pour avoir mis à la chaussure une anse de moins en dedans. Le lendemain, le même cordonnier, tout fier de voir le succès de sa remarque de la veille et le défaut corrigé, se mit à critiquer la jambe : Apelle, indigné, se montra, s’écriant qu’un cordonnier n’avait rien à voir au-dessus de la chaussure ; ce qui a également passé en proverbe. |
Retour à la liste des locutions latines.